# Sacred Reich
Sacred Reich est un groupe de thrash metal américain, originaire de Phoenix, en Arizona. Il est formé en 1985, caractérisé par des sujets sociaux et politiques. Son nom, qui pourrait être mal interprété, n'a aucun lien avec l'idéologie nazie. Après avoir sorti plusieurs albums sur le label Metal Blade Records, ils signent chez Hollywood Records en 1991, puis reviennent chez Metal Blade en 1996. Le groupe se sépare en 2000, puis annonce son retour en 2006. Du 30 mai au 28 juin 2009, Sacred Reich part en tournée en Europe.

## Biographie

### Débuts (1985–1991)
Le groupe est formé en 1985 à Phoenix, en Arizona, par le bassiste et chanteur Phil Rind, les guitaristes Jeff Martinek et Jason Rainey, et le batteur Greg Hall. Ils enregistrent leur démo Draining You of Life en 1986. La démo se popularise à l'échelle nationale, entre autres grâce à Jason Newsted. La chanson Ignorance est publiée dans la compilation Metal Massacre, et cette participation leur vaut une signature au label Metal Blade Records, dirigé par Brian Slagel. En 1987, le groupe publie son premier album studio, Ignorance. Après la sortie de l'EP Surf Nicaragua en 1988, le groupe enregistre la démo Draining You of Life qui comprend une reprise de la chanson War Pigs de Black Sabbath, grâce à laquelle le groupe attire réellement l'intérêt du grand public. L'album suit d'une tournée mondiale. En 1988, le groupe effectue une tournée aux États-Unis avec Atrophy et Forbidden. Elle est suivie par une autre tournée avec Motörhead en Europe.
En 1989, ils reviennent en Europe avec Forbidden. Dans la même année, le groupe enregistre son apparition au Dynamo Open Air pour la sortie de l'album live Live at Dynamo. Entretemps, et désormais au label Enigma Records, Sacred Reich publie son deuxième album studio, intitulé The American Way en 1990. Au début de 1991, le batteur Greg Hall quitte le groupe, et est remplacé par Dave McClain. Ils font ensuite une tournée avec Sepultura dont une date à Paris à l'Élysée-Montmartre en mai 1991.

### Independentet séparation (1991–2001)
Après la fermeture d'Enigma Records, le groupe migre vers Hollywood Records, où, à la fin 1991, ils publient le single A Question, suivi par un troisième album studio, intitulé Independent, en 1993. À cette période, le groupe comprend les guitaristes Arnett et Rainey et le batteur Dave McClain. Ils jouent en concerts aux États-Unis avec Pantera et Danzig. À la fin de leur contrat chez Hollywood Records en 1994, le groupe reste particulièrement silencieux en 1995. Le groupe reprend la chanson Sweet Leaf de Black Sabbath pour l'album Hempilation. Ils reprennent aussi la chanson Rapid Fire de Judas Priest qui fait aussi participer Rob Halford au chant. Cependant, cet enregistrement est inédit jusqu'à aujourd'hui. Après le retour du groupe chez Metal Blade Records, l'album Heal est publié en 1996. À la fin de 1996 le membre fondateur Greg Hall revient. Sacred Reich joue dans sa ville natale de Phoenix en décembre 1996, enregistrant ainsi l'album live Still Ignorants, publié en 1997 sur Metal Blade.
En 2000, Sacred Reich se sépare. En 2001, Wiley Arnett forme avec Patrick Flannery (St. Madness), le groupe The Human Condition. Le projet est, cependant, brièvement interrompu après un accident de voiture le 2 août (Flannery). Pendant ce temps, Hall rejoint Soulfly en octobre 2001 pour quelques séances en studio.

### Retour et tournées (2006–2009)
Le groupe annonce en novembre 2006 son retour pour quelques concerts en été 2007. Ils jouent entre autres au Wacken Open Air. Un double CD/DVD intitulé Surf Ignorance est publié en juin 2007. Il comprend l'album Ignorance, l'EP Surf Nicaragua et la démo Draining You of Life. En 2009, Sacred Reich tourne entre mai et juin en Europe, jouant notamment au Rock Hard Festival à Gelsenkirchen.

### Live at Wacken(depuis 2011)
En novembre 2011, Sacred Reich est confirmé pour le Sweden Rock Festival du 6 au 9 juin 2012, organisé à Sölvesborg. La formation originelle, Phil Rind (chant), Wiley Arnett (guitare), Jason Rainey (guitare) et Greg Hall (batterie), y participe pour la première fois. En juin 2016, Phil Rind explique que le groupe ne prévoit pas de publier de nouvel album.
En juillet 2016, le groupe joue au Hellfest de Clisson.
Au début de 2018, Sacred Reich compose de nouvelles chansons pour un nouvel album prévu en 2019 mais ils se seraient séparés à nouveau de leur batteur originel Greg Hall.
Fin 2018, le groupe annonce le retour de Dave McClain derrière les fûts, le batteur ayant quitté Machine Head en octobre de la même année après 23 ans au sein du groupe.
Janvier 2019, Sacred Reich dévoile une vidéo dans leur studio les montrant en train de répéter avec Dave McClain à la batterie. Le  groupe annonce dans la foulée la sortie d'un album courant 2019. Ce nouvel album, intitulé Awakening, sort le 23 août 2019, 23 ans après leur précédente sortie.
En février 2019, Jason Rainey se voit contraint de quitter le groupe pour des raisons de santé. Il meurt d'une crise cardiaque le 16 mars 2020.

## Membres

### Membres actuels
- Joey Radzwill - guitare rythmique (depuis 2019)
- Wiley Arnett - guitare solo (1985-2000, depuis 2006)
- Dave McClain - batterie (1991-1997, depuis 2019)
- Phil Rind - basse (1985-2000, depuis 2006), chant (1986-2000, depuis 2006)

### Anciens membres
- Dan Kelly - chant (1985-1986)
- Jeff Martinek - guitare (1985-1986)
- Jason Rainey - guitare rythmique (1985-2000 ; 2006-2019)
- Mike Andre - basse (1985)
- Ray Nay - batterie (1985)
- Greg Hall - batterie (1985-1991, 1997-2000, 2006-2018)

## Discographie

### Albums studio
- 1987 : Ignorance
- 1990 : The American Way
- 1993 : Independent
- 1996 : Heal
- 2019 : Awakening

### Démos
- 1986 : Draining You of Life
- 1989 : The American Way Demos

### EP
- 1988 : Surf Nicaragua
- 1989 : Alive at the Dynamo

### Albums live
- 1997 : Still Ignorant

### DVD
- 2012 - Live at Wacken

### Singles
- 1988 : War Pigs
- 1990 : The American Way
- 1990 : 31 Flavors
- 1990 : Uncensored
- 1991 : A Question
- 1993 : Open Book/The Big Picture
- 1993 : Independent
- 1993 : Crawling